# 馬達加斯加鰻鯰
馬達加斯加鰻鯰，為輻鰭魚綱鯰形目鰻鯰科的其中一種，分布於西印度洋的馬達加斯加海域，為底棲性魚類，屬肉食性，生活習性不明。

## 擴展閱讀
維基物種上的相關：馬達加斯加鰻鯰